# Chelobasis
Chelobasis is een geslacht van kevers uit de familie bladkevers (Chrysomelidae).
De wetenschappelijke naam van het geslacht werd in 1832 gepubliceerd door John Edward Gray.

## Soorten
- Chelobasis aemula (Waterhouse, 1881)
- Chelobasis bicolor Gray, 1832
- Chelobasis laevicollis (Waterhouse, 1879)
- Chelobasis perplexa (Baly, 1858)